# Герб Голегана
Ге́рб Голега́на — офіційний символ містечка Голеган, Португалія. Використовується як територіальний герб. У срібному щиті пучок із п'яти зелених пшеничних колосків, перев'язних червоною стрічкою. Внизу щита — три сині хвилясті смуги. Щит увінчує срібна мурована містечкова корона з чотирма вежами.  Під щитом біла стрічка, на якій великими літерами напис португальською: «vila de Golegã» (містечко Голеган).  Офіційно затверджений 23 березня 1936 року.  

## Галерея

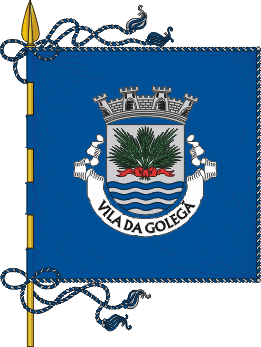
Прапор